# Silviu Lung (1989)
Silviu Lung (* 4. června 1989, Craiova, Rumunsko) je rumunský fotbalový brankář a reprezentant, od roku 2011 hráč klubu FC Astra Giurgiu (jenž byl do roku 2012 znám jako FC Astra Ploiești). Jeho otcem je bývalý rumunský fotbalista a reprezentant Silviu Lung.

## Klubová kariéra
- FC Universitatea Craiova (mládež)
- FC Universitatea Craiova 2007–2011
- FC Astra Ploiești 2011–2012
- FC Astra Giurgiu 2012–[1]

## Reprezentační kariéra
Lung reprezentoval Rumunsko v mládežnické kategorii U21, v níž odchytal 19 zápasů.
V A-mužstvu Rumunska debutoval 5. 6. 2010 v přátelském zápase proti reprezentaci Hondurasu (výhra 3:0).

Trenér rumunského národního týmu Anghel Iordănescu jej vzal na EURO 2016 ve Francii. Rumunsko obsadilo se ziskem jediného bodu poslední čtvrté místo v základní skupině A, Lung byl náhradním brankářem a neodchytal na šampionátu ani jedno utkání.

## Úspěchy

### Klubové
FC Astra Giurgiu
- 1× vítěz Ligy I (2015/16)
- 1× vítěz Cupa României (2013/14)
- 1× vítěz Supercupa României (2014)